# Slough Chess Club
Slough Chess Club – klub szachowy ze Slough, trzykrotny mistrz kraju.

## Historia
Klub został założony w 1957 roku, a pierwsze regularne spotkania odbywały się w Slough Community Center. W 1970 roku klub zmienił siedzibę na Lady Haig Royal British Legion Club. Klub zadebiutował w pierwszej edycji Four Nations Chess League w sezonie 1993/1994, a w składzie klubu znajdowali się wówczas m.in. Shaun Taulbut i Aaron Summerscale. Rok później zdobyto wicemistrzostwo. W 1995 roku zawodnikiem klubu zostali m.in. Michael Adams, Anthony Miles, Jonathan Speelman i Julian Hodgson, przez co na sezon 1995/1996 Slough miał w składzie siedmiu arcymistrzów. Zaowocowało to zdobyciem tytułu w 1996 roku. W latach 1997–1998 uzyskano trzecie miejsce, zaś lata 1999–2000 Slough Chess Club zakończył zdobyciem kolejnych tytułów. Zawodnikiem klubu z największą liczbą punktów rankingowych był wówczas Michaił Gurewicz. W 2004 roku klub spadł z ligi, powrócił do niej rok później.
Po powrocie do 4NCL zespół występował pod nazwą Slough Sharks. W sezonie 2005/2006 jego zawodnikami byli m.in. David Navara, Ferenc Berkes i Radosław Wojtaszek. Klub zajął wówczas trzecie miejsce w 4NCL. W następnych latach następowało sukcesywne osłabianie składu, co zaowocowało kolejnym spadkiem w 2009 roku. Zespół powrócił do 4NCL na sezony 2010/2011 i 2012/2013. W 2012 roku klub zmienił siedzibę.